# Arie Bakker
Arie Bakker (Beets, 19 maart 1819 – Avenhorn, 19 juli 1882) was een Nederlands politicus.
Hij was aanvankelijk timmerman. Later werd hij aannemer publieke werken in Avenhorn. Van 1866 tot zijn overlijden in 1882 was hij burgemeester van deze plaats annex gemeente.